# Sole a catinelle
Sole a catinelle è un film del 2013 co-scritto e diretto da Gennaro Nunziante.
Terzo film con protagonista Checco Zalone.
Una delle canzoni presenti nella colonna sonora del film, Benvenuta Gaia, presente durante i titoli di coda insieme ad alcuni filmati di backstage, è dedicata alla prima figlia di Zalone, Gaia, nata l'anno di uscita del film.

## Trama
Checco Zalone è un trentaseienne emigrato da un trentennio al Nord Italia dal Meridione, che lavora come cameriere in un hotel di lusso sul Canal Grande a Venezia e ha una passione per l'alta finanza; vive a Padova, è sposato con l'operaia siciliana Daniela Parisi e ha un figlio, Nicolò, ragazzino di 10 anni intelligente e studioso. Nel 2013, proprio nel giorno in cui la moglie perde il lavoro a causa della chiusura della fabbrica per via della grande recessione, Checco decide di licenziarsi dal suo impiego perché lo reputa poco stimolante e sottopagato e di mettersi alla ricerca di un'occupazione più redditizia, e finisce per trovare impiego come venditore porta a porta presso la Fata Gaia, azienda che produce aspirapolveri. All'inizio le cose vanno molto bene, perché Checco vende l'elettrodomestico ai suoi numerosi parenti e, con i soldi guadagnati, si toglie tutti gli sfizi, anche se Daniela non è molto contenta di tutte queste spese. 
A un certo punto Checco non trova più parenti a cui vendere le aspirapolveri, i guadagni gli vengono a mancare e non riesce più a onorare i pagamenti, pertanto tutte le sue proprietà vengono pignorate da Equitalia e la società finanziaria Fido Fly gli fa pressione affinché paghi 48 rate mancanti. Arrabbiata per questa situazione, la moglie decide di separarsi e va a vivere dai suoi genitori portando Nicolò con sé. Visto che Nicolò vuole stare un po' anche con il padre, quest'ultimo gli fa una promessa: se nella pagella scolastica di fine anno prenderà tutti dieci, gli regalerà una vacanza estiva da sogno. Checco azzarda essendo convinto che il figlio non ci riuscirà, dato che a scuola prende sempre voti tra l'otto e il nove. Nicolò però si impegna a fondo e riesce ad ottenere una pagella perfetta.
Non avendo i soldi per regalare a Nicolò la vacanza promessa, Checco cerca di convincere la maestra ad abbassare almeno uno dei voti, ma essa si mostra inflessibile, quindi, non volendo deludere il figlio, decide di andare a Casacalenda, in Molise, sua terra d'origine, facendosi ospitare dall'anziana zia Ritella. In questo modo Checco spera di non spendere nulla e al tempo stesso di riuscire a vendere altri aspirapolveri ad altri parenti. Le cose tuttavia si mettono male per lui: Ritella si dimostra estremamente avara (si è arrabbiata per aver ricevuto una bolletta elettrica con valore superiore a 5 euro), i parenti sono tutti morti o emigrati, Nicolò non gradisce la destinazione (nel paese lui è l'unico bambino e addirittura gli anziani abitanti non sanno neppure cosa sia un bambino) e nemmeno il cugino di Checco, Onofrio, riesce a risollevarli (e tra l'altro ha già acquistato un aspirapolvere Fata Gaia).
Stanco della situazione in cui si trova e ormai consapevole delle reali intenzioni del padre, Nicolò chiede aiuto alla madre, che gli propone di partire insieme alla famiglia di una sua collega, dicendogli di farsi portare al porto di Piombino per unirsi a loro. Dopo una discussione tra Checco e il bambino, inizialmente intenzionato a seguire il consiglio della madre, Nicolò decide all'ultimo minuto di restare con il padre. Arrivati in Toscana, durante il viaggio di ritorno, Nicolò nota il cartello indicatore di uno zoo; i due scendono dall'auto ed incontrano un bambino di nome Lorenzo, che soffre di mutismo selettivo, ma Checco con i suoi modi rustici riesce a farlo parlare. Zoé, la madre del bambino, è una giovane ed elegante donna francese che, per senso di gratitudine e per cercare di far sbloccare il bambino, invita Checco e Nicolò nella sua bella villa; successivamente, colpita dalla simpatia dell'ospite, lo conduce a feste e incontri esclusivi con industriali e VIP.
Zoé è infatti molto ricca, in quanto lei e sua madre Juliette sono proprietarie al 33% di un'azienda che vuole acquisire proprio la finanziaria con cui Checco è indebitato, la Fido Fly; quest'acquisizione è caldeggiata da due loschi amici della madre di Zoé, Piergiorgio Bollini e Vittorio Manieri. Durante un loro incontro informale Checco, seppur non invitato, parla negativamente della Fido Fly, dicendo che si tratta di un'impresa vicina al fallimento: i due non gli danno retta, ma poco dopo si devono ricredere quando leggono sul giornale che la ditta ha avuto un crack. A questo punto Manieri e Bollini, gelosi dell'ascendente che Checco, per loro uno sgrammaticato parvenu, ha nei confronti di Zoé, cercano di ingraziarselo regalandogli sigari, invitandolo a giocare a golf e facendolo partecipare a una riunione massonica.
A un certo punto Manieri e Checco appaiono insieme in televisione, nel programma L'Estate dei VIP, a bordo di un lussuoso yacht: qui si scopre che Vittorio in realtà è il datore di lavoro della fabbrica di Daniela, la quale, furiosa per la nuova frequentazione dell'ex marito, gli manda un messaggio con un filmato in cui gli fa credere per ripicca di avere un nuovo compagno (un sindacalista della sua azienda). Checco, disgustato da questo individuo, viene preso dallo sconforto e decide di abbandonare la villa di Zoé per tornare a casa, riaccompagnando Nicolò da sua madre, rievocando al contempo alla sua maniera i bei momenti passati con lei; contemporaneamente Checco viene anche licenziato dal suo capo, il dottor Surace, perché da quando è partito non ha venduto nemmeno un articolo.
Mesi dopo, Checco scopre che una sua chiamata eseguita dal telefono di Manieri è stata intercettata dalla finanza, la quale teneva già da tempo sotto controllo sia Manieri che Bollini. In tale telefonata Checco parlava dei reati finanziari commessi dai due loschi individui, che in questo modo sono stati scoperti e sono finiti in prigione. 
Zoé prende in mano le redini della fabbrica di famiglia dove lavorava Daniela, riassume tutte le dipendenti licenziate in precedenza e tiene loro un discorso, nel quale dichiara di sperare nel loro aiuto per tornare a lavorare con impegno e serietà. All'inaugurazione sono presenti anche Nicolò e Checco, il quale, vestito da sindacalista comunista, tiene un discorso (che gli è stato scritto dal figlio) nel quale si schiera dalla parte delle operaie e descrive con parole toccanti il suo amore per la moglie, dicendosi disposto a tutto pur di tornare insieme. La donna accetta e la famiglia Zalone si ricompone, con Daniela che torna a svolgere il suo lavoro e Checco che, assunto da Zoé nel reparto commerciale dell'azienda, si occupa sia del lavoro che delle faccende domestiche.

## Personaggi
- Checco Zalone, interpretato da sé stesso: è il protagonista maschile del film, uomo trentaseienne con una crisi finanziaria a dir poco grave. Nonostante sia testardo, alcune volte egoista e maleducato, vuole comunque molto bene alla sua famiglia, in particolare Nicolò e Daniela. Alla fine riuscirà a sconfiggere la crisi.
- Daniela Parisi, interpretata da Miriam Dalmazio: la protagonista femminile del film. Moglie di Checco e Mamma di Nicolò. Ama tanto il figlio e prova ancora sentimenti per il suo marito, sebbene lei lo abbia lasciato per la crisi. Alla fine i due si rimetteranno insieme e sconfiggeranno la crisi.
- Nicolò Zalone, interpretato da Robert Dancs: è il co-protagonista del film e figlio di Checco e Daniela. È un ragazzino di 10 anni intelligente, giocherellone, educato, gentile, sincero. Inizialmente ha un rapporto freddo col padre, ma poi quando incontrano Zoé si divertirà da matti con lui, mostrando al padre quanto bene provi nei suoi confronti e come lo consideri un "super" papà.
- Zoé Garnier, interpretata da Aurore Erguy: è una donna francese mamma di Lorenzo ricca e milionaria. Per riconoscenza verso Checco e Nicolò, offrirà una vacanza incredibile ai due per tenerli con sé e il figlio, data l'influenza benefica che hanno su Lorenzo. Sembra provare qualcosa per Checco, ma accetta il suo voler rimettere insieme la famiglia.
- Lorenzo, interpretato da Ruben Aprea: figlio di Zoé, un ragazzino affetto dal mutismo selettivo, viene "sbloccato" da Checco e Nicolò, con cui diventerà il suo migliore amico.
- Vittorio Manieri, interpretato da Marco Paolini: è il nuovo compagno della madre di Zoé ed il braccio destro di Piergiorgio Bollini. In un primo momento si mostrerà diffidente nei confronti di Checco, ma quando si renderà conto del talento finanziario che possiede ed equivocando il lavoro di Zalone circa le pulizie, cerca di coinvolgerlo nei suoi loschi piani. Alla fine sarà incastrato insieme a Bollini per i suoi traffici per merito di Checco, seppur involontariamente.
- Piergiorgio Bollini, interpretato da Augusto Zucchi: un perfido imprenditore, a detta di Zoé caro amico di suo padre quand'era ancora in vita e che si scoprirà invischiato nei loschi piani di Manieri. Sarà lui a proporre a Vittorio di lavorarsi Checco così da averlo dalla sua parte. Alla fine sarà incastrato insieme a Manieri per i suoi traffici per merito di Checco, seppur involontariamente.
- Zia Ritella Cives, interpretata da Matilde Caterina: è la zia molisana di Checco. Vive in una casa sperduta nel nulla che ha riempito di santini e foto di defunti. È molto avara e per questo è infastidita dal soggiorno di Checco e Nicolò presso casa sua.

## Produzione
Le riprese si sono svolte nell'estate 2013 a Quinto Vicentino presso la società FORALL, presso il Net Center e in altre zone a Padova, Venezia, Monselice, Valsanzibio di Galzignano, Santa Margherita Ligure e a Portofino. In Molise a Petrella Tifernina, Sepino, Casacalenda, Limosano, Provvidenti e infine in Toscana (l'abbazia di San Galgano, Magliano in Toscana, Monte Argentario, la laguna di Orbetello e il porto di Piombino). La post-produzione è stata effettuata da Reset VFX S.r.l.
È il primo film di Checco Zalone non ambientato e non girato nemmeno parzialmente in Puglia, regione di origine dello stesso attore: la regione, peraltro, viene menzionata in una sola battuta.

## Colonna sonora
Benvenuta Gaia, inizialmente intitolata Dall'ovaia a Gaia, è una canzone, utilizzata all'interno del film durante i titoli di coda, dedicata alla nascita della figlia dell'artista, Gaia Medici. La canzone è stata interpretata con un testo parzialmente differente l'8 ottobre 2013 al concerto di Gianni Morandi insieme a quest'ultimo all'Arena di Verona.
La seconda traccia dell'album Superpapà è una canzone scritta sulla falsariga di Ufo Robot sigla dell'anime UFO Robot Goldrake, Dove ho sbagliato è un'esilarante ballad maschilista e, infine la canzone che dà il titolo al film è l'unica non cantata dall'artista ma da Robert Dancs.
Della registrazione dell'album è stato tratto anche un video backstage.

## Distribuzione
Il film è uscito nelle sale cinematografiche il 31 ottobre 2013 distribuito da Medusa Film. In televisione è stato trasmesso il 26 dicembre 2014 su Sky Cinema Uno in prima visione assoluta.
È uscito anche in Spagna, Francia e Argentina.

## Accoglienza

### Incassi
A fronte di un budget di 8 milioni di euro, il film ha riscosso un enorme successo di pubblico. Soltanto nei primi quattro giorni di programmazione il film (distribuito in 1250 copie) ha incassato più di 18,6 milioni di euro con più di 2,7 milioni di biglietti venduti, risultando il miglior incasso cinematografico in Italia del 2013. In sette giorni incassa 23 milioni di €.
Dopo 11 giorni di programmazione (dal 31 ottobre al 10 novembre 2013), il film ha incassato circa 34,55 milioni di euro con quasi 5,2 milioni di biglietti venduti. Il 16 novembre 2013 il film raggiunge 40 milioni di euro. In soli 18 giorni di programmazione (dal 31 ottobre al 17 novembre 2013) il film incassa 43,795 milioni di euro circa con circa 6,8 milioni di biglietti staccati, superando così gli incassi del precedente film di Zalone Che bella giornata divenendo dunque il film italiano di maggior successo commerciale di sempre e il terzo miglior incasso di sempre.
Dopo 25 giorni di programmazione, il film raggiunge 48 milioni di euro di incassi con quasi 7,4 milioni di biglietti venduti, avvicinandosi sempre più al secondo posto tra i film con maggiori incassi di tutti i tempi in Italia (in vetta Avatar, con quasi 65 milioni di euro, seguito da Titanic, sempre di James Cameron, con circa 50 milioni). Il 28 novembre vengono raggiunti i 7.499.124 biglietti venduti scavalcando di conseguenza Titanic, solamente Avatar ha venduto più biglietti del cinema in Italia.
Il 4 dicembre 2013 il film supera gli incassi di Titanic e arriva al secondo posto dei film con maggiori incassi in Italia, dietro ad Avatar anche se la pellicola di Zalone ha superato anche quest'ultimo come numero di spettatori (il film di James Cameron aveva un prezzo del biglietto maggiore rispetto a Sole a catinelle perché era in 3D). Lo stesso giorno il film vince il Biglietto d'oro come Film più visto del 2013. Al 31 dicembre 2013 gli incassi totali hanno raggiunto 51763459 € con un totale di 7992539 spettatori. Ad agosto 2014, a conclusione della stagione cinematografica 2013-2014, il film risulta il maggior incasso dell'annata.
Con 51936318 € totali, è il terzo film con maggiori incassi in Italia di sempre, secondo per un film italiano.

### Critica
Secondo alcuni critici uno dei punti di forza del film è rappresentato dalle numerosissime gag e dalle «canzoncine», frequenti nei film di Zalone, che contribuiscono a creare un'atmosfera leggera e ironica. Sul Giornale il film viene definito «uno scacciapensieri travolgente e dissacrante». Alcune testate definiscono il film uno one-man show, considerando la figura di Zalone come centrale ed indispensabile all'interno della pellicola. Secondo Il Sole 24 Ore questo film ha il merito di aver dimostrato che si può ridere anche di un periodo di crisi finanziaria, annullando la definizione dell'economia come "scienza triste". Il quotidiano economico definisce la pellicola «la favola divertente dell'Italia che vuole girare pagina» Panorama recensisce il film accentuando il fatto che «fa ridere tutti di gusto pieno e verace, sonoramente e all'unisono, senza vergogna».
Su Repubblica si parla di «ironia tagliente di Zalone», che «si scaglia contro molti ambienti: quelli cinematografici, quelli industriali, quelli radical chic, quelli filantropici». Sul Corriere della Sera Paolo Mereghetti ha criticato la tendenza di Zalone a seguire lo stile cinematografico di Totò. Nello stesso articolo viene giudicato negativamente anche il sistema dei personaggi del film che risulterebbe, a detta del critico, troppo incentrato sulla figura del protagonista. Il Fatto Quotidiano ha criticato il successo di Sole a catinelle perché «ci restituisce un'Italia com'è e come non dovrebbe essere», e ha respinto qualsiasi paragone tra Zalone e Totò o Alberto Sordi, giudicando negativamente il successo della pellicola («fa tristezza»). In un articolo pubblicato sullo stesso giornale viene affermato che, nonostante il successo riscosso, non si possa assolutamente parlare di «rinascita del cinema italiano».
Su La Stampa Zalone viene definito «campione di umorismo trash» mentre il film viene inteso come un avvicinamento al «segmento più scontato del filone commedia all'italiana Anni Duemila». L'Espresso parla della pellicola come espressione del «populismo solare»: il film vuole colpire «le categorie del ricco, del colto, del raffinato», che «vengono messe in un solo grande mazzo e continuamente bersagliato [...] a tutto vantaggio di un pubblico che, in tempi di crisi, è particolarmente disposto a detestare i privilegi, dunque a deriderli». Secondo il critico Zalone, nei suoi film, diventa una sorta di «supereroe del popolo» che esprime una comicità «antidepressiva» ma, per sua stessa natura, povera di valori. Il quotidiano Il manifesto elogia Checco Zalone, annoverato tra «i comici popolari scippati dalla destra alla sinistra», e la sua pellicola Sole a catinelle, nella quale «si vedono delle bandiere rosse e si parla dei risultati di vent'anni di berlusconismo». Il giornalista aggiunge che «in nessun film italiano degli ultimi anni si è mai tentata una cosa simile. Né si è mai osato parlare di comunismo e di fabbriche occupate».
Su Movieplayer.it il film è descritto dalla «struttura sempre uguale» anche se «il tocco in più [...] arriva da una maggiore (e migliore) concertazione della storia» rispetto ad altre pellicole dello stesso Zalone. Il sito MYmovies si è soffermato, in particolare, sull'interpretazione del protagonista affermando che «Zalone [...] non si mette certo sopra il suo mondo cafone, è primus inter pares, "disgraziato e stronzo" come gli altri, ma certo simpatico e travolgente». La Rivista del Cinematografo, nella sua recensione, sostiene che «si può fare meglio, ma Zalone è qui e ora la meglio cosa capitata di recente al nostro cinema da ridere». Renato Brunetta ha scritto su Twitter: «Zalone esprime in pieno la filosofia positiva, generosa, anticomunista, moderata, serena di Berlusconi e di Forza Italia». Punto di vista peraltro non condiviso dal comico, che ha risposto: «La sua interpretazione è un po' troppo alta, anche se per Brunetta è un ossimoro».
- L'Internet Movie Database ha assegnato al film un punteggio di 6,6/10 ().[45]
- MYmovies ha assegnato alla pellicola un punteggio di 2,81/5 ().[40]
- La Rivista del Cinematografo ha assegnato al film un punteggio di 3/5 ().[41]
- Su Movieplayer.it al film viene assegnato un punteggio di 6,5/10. ().[39]

## Riconoscimenti
Il 22 febbraio 2014 il film ha vinto l'undicesima edizione del Monte-Carlo Film Festival de la Comédie, la rassegna cinematografica internazionale ideata da Ezio Greggio e interamente dedicata alla commedia.
- 2014 - David di Donatello
  - Candidatura al Premio David Giovani a Gennaro Nunziante
- 2014 - Ciak d'oro
  - Candidatura al miglior produttore a Pietro Valsecchi

## Remake
In Spagna è stato girato un remake del film nel 2018, con il titolo El mejor verano de mi vida, per la regia di Dani de la Orden.